# Ceriagrion azureum
Ceriagrion azureum är en trollsländeart som först beskrevs av Selys 1891.  Ceriagrion azureum ingår i släktet Ceriagrion och familjen dammflicksländor. IUCN kategoriserar arten globalt som livskraftig. Inga underarter finns listade i Catalogue of Life.